# Kasteel van Arenberg
Het kasteel van Arenberg is een kasteel in Heverlee (Leuven). Het gebouw werd opgetrokken in de 16e eeuw, in de daaropvolgende eeuwen onderging het een groot aantal wijzigingen. De architectuur is grotendeels Vlaams-traditioneel met een combinatie van baksteen en zandstenen raamkozijnen. Daarnaast heeft het gebouw ook elementen uit de late gotiek, renaissance en neogotiek. Karakteristiek zijn de twee grote hoektorens met perenspitsen, waarop telkens een Duitse adelaar prijkt.
Het kasteel is eigendom van de Katholieke Universiteit Leuven, die het gebruikt als centraal gebouw voor Campus Arenberg. Het vormt het centrum van de campus exacte wetenschappen. Ook het departement Architectuur en het 'Raymond Lemaire International Center of Conservation' (RLICC) zijn er gehuisvest.
Tot het kasteeldomein behoort de beschermde watermolen Arenberg.

## Geschiedenis
Op de plaats van het kasteel van Arenberg stond sinds de 12de eeuw de burcht van de Heer van Heverlee. In de loop van de volgende eeuwen verarmde deze familie, zodat in 1445 de toenmalige heer verplicht was de heerlijkheid te verkopen.
Op die manier kwam het domein in handen van de Picardische familie van Croÿ. Onder Willem II van Croÿ werd de middeleeuwse burcht geleidelijk vervangen door het huidige kasteel. Deze Willem van Croÿ stichtte ook het Celestijnenklooster op het domein van het kasteel (de huidige bibliotheek van de campus).
Nadat de laatste hertog Karel III van Croÿ in 1612 kinderloos overleed, kwam het kasteel, via het huwelijk van zijn zus, in handen van de hertogen van Arenberg. Deze adellijke familie bewoonde het kasteel tot aan de Eerste Wereldoorlog. Veel van de hertogen waren geboeid door de wetenschap en onderhielden nauwe contacten met de universiteit. Nog voor de oorlog uitbrak wilde de toenmalige hertog het kasteel al afstaan aan de universiteit en het omliggende park voor een gunstige prijs aan haar verkopen.
Door de oorlog en het feit dat de hertog Duits onderdaan was, legde de Belgische Staat echter in 1919 beslag op het domein, en zo duurde het nog tot 1921 eer de universiteit het kasteel en park (29 ha) kon verwerven. Het park groeide uit tot een campus voor positieve- en ingenieurswetenschappen, in de stijl van een Amerikaanse universiteitscampus.